# أهل تينمل
أهل تينمل هو اتحاد قبلي أمازيغي بربري قديم من العصور الوسطى. وكانوا سكان جبال من أصل مصمودي. تمركزوا في وادي نفيس، ومركزهم رباط تينمل، في الجزء الغربي من الأطلس الكبير بالمغرب. لم يقتصر وجود أهل تينمل على وادي نفيس فقط. بل امتد نفوذهم إلى الجنوب حيث كانت لهم مراع شتوية وربيعية.
لقد كانوا جزءًا من قبائل المؤسسة للجركة الموحدية إلى جانب قبائل هرغة وهنتاتة وجدميوة وقنفيسة وهسكورة وصنهاجة وأهل القبائل.
وشكل أهل تنمل أكثر أعضاء مجلس الخمسين ، ومجلس العشرة، ومنهم على وجه الخصوص عمر بن عبد الله الصنهاجي، والأخوة عبد الله بن سليمان ويوسف بن سليمان.
وكان أغلب مشايخ الموحدين ينحدرون من هنتاتة وأهل تنمل، الذين اعتاد عبد المؤمن بن علي الاعتماد عليهم، مما يدل على أهمية القبيلة في الهرمية الاجتماعية الموحدية.

## تاريخ
شارك أهل تنمل بشكل خاص في حصار مراكش من قبل الموحدين عام 1147. وحسب البيدق، دخلت قبيلة هنتاتة وأهل تنمل المدينة من جهة باب دكالة، ويدخل صنهاجة وعبيد المخزن من جهة باب الدباغين، ثم أخيرًا هسكورة وأهل القبائل من جهة باب ينتان.

## شخصيات بارزة
- عمر بن عبد الله الصنهاجي
- عبد الله بن سليمان التينملي
- يوسف بن سليمان التينملي
- موسى بن سليمان التينملي